# 사쿠라이 나오토
사쿠라이 나오토(일본어: 桜井 直人, 1975년 9월 2일 ~ )는 일본의 전 축구 선수이다.

## 구단 경력
과거 우라와 레즈, 도쿄 베르디, 오미야 아르디자에서 활동하였다.